# Chang Yani
Chang Yani (chinesisch 昌雅妮, Pinyin Chāng Yǎnī; * 7. Dezember 2001 in Xiantao) ist eine chinesische Wasserspringerin.

## Erfolge
Chang Yani sicherte sich ihre erste internationale Medaille im Synchronspringen vom Drei-Meter-Brett, als sie mit Shi Tingmao 2017 in Budapest sogleich Weltmeisterin. Ein Jahr darauf gewannen sie auch bei den Asienspielen 2018 in Jakarta in dieser Disziplin die Goldmedaille. Bei den Weltmeisterschaften 2022 in Budapest schloss Chang den Wettbewerb im Kunstspringen auf dem dritten und den Wettkampf im Synchronspringen mit Chen Yiwen auf dem ersten Platz ab. Den Titel im Synchronspringen verteidigte sie bei den Weltmeisterschaften 2023 in Fukuoka erfolgreich und verbesserte sich im Einzel auf den zweiten Platz. Dieselben Resultate gelangen ihr bei den 2023 ausgetragenen Asienspielen 2022 in Hangzhou. Im Synchronspringen war erneut Chen Yiwen ihre Partnerin.
2024 wurde Chang mit Chen Yiwen in Doha zum dritten Mal in Folge im Synchronspringen vom Drei-Meter-Brett Weltmeisterin und wurde vor Chen erstmals auch im Kunstspringen Erste. Mit ihren Resultaten bei den Weltmeisterschaften qualifizierte sie sich für beide Disziplinen bei den Olympischen Spielen 2024 in Paris. Dort gelang es ihr im Kunstspringen nach vierten Plätzen in der Vorrunde und im Halbfinale, im Finaldurchgang der besten Acht das drittbeste Resultat zu erzielen. Sie wurde mit 318,75 Punkten hinter Chen Yiwen, die mit 376,00 Punkten deutlich Olympiasiegerin wurde, und der mit 343,10 Punkten zweitplatzierten Australierin Maddison Keeney Dritte, womit sie die Bronzemedaille gewann. Im Synchronspringen vom Drei-Meter-Brett platzierte sich Chang, die mit Chen Yiwen an den Start ging, klar vor der restlichen Konkurrenz. In jedem einzelnen der sechs Sprünge erzielten Chang und Chen die höchste Wertung und gewannen den Wettbewerb mit 337,68 Punkten, womit die beiden Olympiasiegerinnen wurden. Auf Rang zwei folgten die US-Amerikanerinnen Sarah Bacon und Kassidy Cook mit 314,64 Punkten, Rang drei belegten die Britinnen Yasmin Harper und Scarlett Mew Jensen mit 302,28 Punkten.
Sie studiert Physical Education an der Universität für Wissenschaft und Technik Zentralchina.